# Liste der Baudenkmale in Dahmetal
In der Liste der Baudenkmale in Dahmetal sind alle Baudenkmale der brandenburgischen Gemeinde Dahmetal und ihrer Ortsteile aufgelistet. Grundlage ist die Veröffentlichung der Landesdenkmalliste mit dem Stand vom 31. Dezember 2022.

## Baudenkmäler in den Ortsteilen
In den Spalten befinden sich folgende Informationen:
- ID-Nr.: Die Nummer wird vom Brandenburgischen Landesamt für Denkmalpflege vergeben. Ein Link hinter der Nummer führt zum Eintrag über das Denkmal in der Denkmaldatenbank. In dieser Spalte kann sich zusätzlich das Wort Wikidata befinden, der entsprechende Link führt zu Angaben zu diesem Denkmal bei Wikidata.
- Lage: die Adresse des Denkmales und die geographischen Koordinaten. Link zu einem Kartenansichtstool, um Koordinaten zu setzen. In der Kartenansicht sind Denkmale ohne Koordinaten mit einem roten beziehungsweise orangen Marker dargestellt und können in der Karte gesetzt werden. Denkmale ohne Bild sind mit einem blauen bzw. roten Marker gekennzeichnet, Denkmale mit Bild mit einem grünen beziehungsweise orangen Marker.
- Bezeichnung: Bezeichnung in den offiziellen Listen des Brandenburgischen Landesamtes für Denkmalpflege. Ein Link hinter der Bezeichnung führt zum Wikipedia-Artikel über das Denkmal.
- Beschreibung: die Beschreibung des Denkmales
- Bild: ein Bild des Denkmales und gegebenenfalls einen Link zu weiteren Fotos des Baudenkmals im Medienarchiv Wikimedia Commons

### Görsdorf
| ID-Nr.                           | Lage               | Bezeichnung                                                              | Beschreibung | Bild                                                                     |
| -------------------------------- | ------------------ | ------------------------------------------------------------------------ | --- | ------------------------------------------------------------------------ |
| 09105098                         | (Lage)             | Dorfkirche                                                               | Die Feldsteinkirche wurde vermutlich im 14. Jahrhundert erbaut und im 18. Jahrhundert barock umgebaut. 1977 wurden der Kirchturm sowie eine Patronatsloge abgerissen. Im Innern befindet sich ein qualitätsvolles Altarretabel aus Sandstein, das gleichzeitig als Epitaph derer von Schlieben dient. | weitere Bilder                                                           |
| 09107182 Teilobjekt zu: 09105098 | ()                 | Glocke                                                                   | | ein Bild hochladen                                                       |
| 09107183 Teilobjekt zu: 09105098 | ()                 | Glocke                                                                   | Die Inschrift lautet: „O Rex Glorie, veni cum pace“. | ein Bild hochladen                                                       |
| 09105123                         | (Lage)             | Maschinen-Ausleih-Station (MAS), auf dem Gelände des früheren Ritterguts | | Maschinen-Ausleih-Station (MAS), auf dem Gelände des früheren Ritterguts |
| 09105779                         | Görsdorf 40 (Lage) | Ruine des Gutshauses                                                     | | Ruine des Gutshauses                                                     |

### Liebsdorf
| ID-Nr.   | Lage               | Bezeichnung | Beschreibung | Bild   |
| -------- | ------------------ | ----------- | ------------ | ------ |
| 09105794 | Liebsdorf 1 (Lage) | Gehöft      |              | Gehöft |

### Liedekahle
| ID-Nr.                           | Lage                 | Bezeichnung  | Beschreibung | Bild           |
| -------------------------------- | -------------------- | ------------ | --- | -------------- |
| 09105134                         | (Lage)               | Dorfkirche   | Die evangelische Kirche stammt ursprünglich aus dem 14. Jahrhundert. Es ist ein Feldsteinsaal mit einem Satteldach. Der freistehende Turm stammt aus dem Jahre 1689. Die Ausstattung im Inneren stammt aus der Zeit um oder nach 1700. | weitere Bilder |
| 09106580 Teilobjekt zu: 09105134 | (Lage)               | Taufengel    | Der Taufengel wurde 1717 erstellt. | BW             |
| 09105042                         | Liedekahle 22 (Lage) | Stallgebäude | | Stallgebäude   |

### Prensdorf
| ID-Nr.   | Lage   | Bezeichnung | Beschreibung                                                                                       | Bild           |
| -------- | ------ | ----------- | -------------------------------------------------------------------------------------------------- | -------------- |
| 09105102 | (Lage) | Dorfkirche  | Die evangelische Kirche stammt aus dem 14. / 15. Jahrhundert. Der Altar stammt aus dem Jahre 1697. | weitere Bilder |

### Wildau-Wentdorf
| ID-Nr.   | Lage                      | Bezeichnung                                         | Beschreibung | Bild                                                |
| -------- | ------------------------- | --------------------------------------------------- | --- | --------------------------------------------------- |
| 09105105 | (Lage)                    | Dorfkirche                                          | Die Dorfkirche Wildau-Wentdorf ist eine romanische Feldsteinkirche aus dem 13. Jahrhundert, die zu einem späteren Zeitpunkt barock überformt wurde. Im Innern befinden sich eine Kanzel aus dem 17. Jahrhundert, ein Taufbecken aus dem Jahr 1588 sowie eine Dinse-Orgel. | weitere Bilder                                      |
| 09105597 | Wildau-Wentdorf 19 (Lage) | Pfarrhaus Wildau mit straßenseitiger Hofeinfriedung | | Pfarrhaus Wildau mit straßenseitiger Hofeinfriedung |